# Martina Zubčić
Martina Zubčić, född 3 juni 1989 i Zagreb, Kroatien, är en kroatisk taekwondoutövare som bland annat har vunnit bronsmedalj i de olympiska sommarspelen 2008 i Peking, Kina.
Hon tog OS-brons i fjäderviktsklassen i samband med de olympiska taekwondo-turneringarna 2008 i Peking.